# Haswell (Intel)
Haswell is een microarchitectuur voor processoren geproduceerd vanaf juni 2013 door het Amerikaanse bedrijf Intel. Het is de basis van de vierde generatie Intel Core-serie voor desktops en laptops en is de opvolger van Sandy Bridge. Haswell is gebouwd op Intels 22-nm-transistor.